# Atractus albuquerquei
Espèce
Statut de conservation UICN

 LC  : Préoccupation mineure
Atractus albuquerquei  est une espèce de serpents de la famille des Dipsadidae.

## Répartition
Cette espèce est endémique du Brésil. Elle se rencontre dans les États du Rondônia, du Pará, d'Acre, de Goiás, du Mato Grosso et du Mato Grosso do Sul.

## Étymologie
Cette espèce est nommée en l'honneur de Dalcy de Oliveira Albuquerque.

## Publication originale
- da Cunha & do Nascimento, 1983 : Ofidios da Amazonia 20 - As especies de Atractus Wagler, 1828, na Amazonia oriental & Maranhao (Ophidia, Colubridae). Boletim do Museu Paraense Emilio Goeldi, Nova Serie, Zoologia, no 123, p. 1-38.